# エクジソンオキシダーゼ
エクジソンオキシダーゼ（ecdysone oxidase）は、次の化学反応を触媒する酸化還元酵素である。
エクジソン + O2 {\displaystyle \rightleftharpoons } 3-デヒドロエクジソン + H2O2
すなわち、この酵素の基質はエクジソンとO2、生成物は3-デヒドロエクジソンとH2O2である。
組織名はecdysone:oxygen 3-oxidoreductaseで、別名にβ-ecdysone oxidaseがある。